# Sicral 1B
Sicral 1B est un satellite de télécommunications militaires géostationnaire italien construit par Alcatel Alenia Space. 

## Caractéristiques
Il est positionné à 12° E de longitude et est exploité par le ministère italien de la Défense. Le satellite est basé sur la plate-forme GeoBus (Italsat-3000) et son espérance de vie est de 14 ans. Le contrat est signé fin 2006.
Il est l'un des trois systèmes remplaçant les satellites OTAN déployés entre 1970 et 2010.

## Lancement
Le satellite est lancé avec succès le 20 avril 2009 à 08 h 16 TU par un lanceur Zenit-3SL depuis la plateforme de lancement spatiale « Ocean Odyssey » de la compagnie Sea Launch dans l'océan Pacifique. Sa masse au lancement est de 3 038 kg.